# Fabriciana albomaculata
Fabriciana albomaculata är en fjärilsart som beskrevs av Goodson 1948. Fabriciana albomaculata ingår i släktet Fabriciana och familjen praktfjärilar. Inga underarter finns listade i Catalogue of Life.